# 모토하스누마역
모토하스누마역(일본어: 本蓮沼駅, もとはすぬまえき)은 일본 도쿄도 이타바시구에 있는 철도역이다.

## 역 구조
상대식 승강장 2면 2선의 지하역 . 니시타카시마다이라 방면에 건늠선이있다.
이전에는 정기권 매장을 병설하고 있었지만, 2008년 5월 31일에 영업을 종료했기 때문에 현재는 자동 발매기에서 발매하고 있다. 현재 방재 개량 공사와 동시에 지하 연결통로가 개찰구 밖에서 개찰구 내로 이전되었다. 지상 구간에서는 바람과 눈 등 규제가 걸린 경우 인근의 시무라사카우에 방향에 회차 시설이 없기 때문에 당역에서 회차 운전이 이루어진다.

### 승강장
| 1 | 도영 지하철 미타 선 | 오테마치・메구로・히요시 방면 |
| 2 | 도영 지하철 미타 선 | 니시타카시마다이라 방면       |

## 역 주변
- 오하라 공원
- 국립 니시가오카 축구장
- 국립 스포츠 과학 센터
- 내셔널 트레이닝 센터
- 도쿄 도립 아카바네 상업 고등학교
- 이타바시 구립 시무라 제1 중학교
- 육상자위대 주조 주둔지

## 역사
- 1968년 12월 27일: 영업 개시.
- 1978년 7월 1일: 6호선을 미타 선으로 노선명 변경.

## 인접역
| 도쿄 도 교통국 미타 선        | 도쿄 도 교통국 미타 선 | 도쿄 도 교통국 미타 선                      |
| ----------------------------- | ---------------------- | ------------------------------------------- |
| I 19 이타바시혼초 메구로 방면 | 미타 선                | 시무라사카우에 I 21 니시타카시마다이라 방면 |